# Saraewo
Saraewo (bułg. Сараево) – wieś w Bułgarii, w obwodzie Wraca, w gminie Mizija. W 2023 roku liczyła 18 mieszkańców.